# シャルマネセル2世

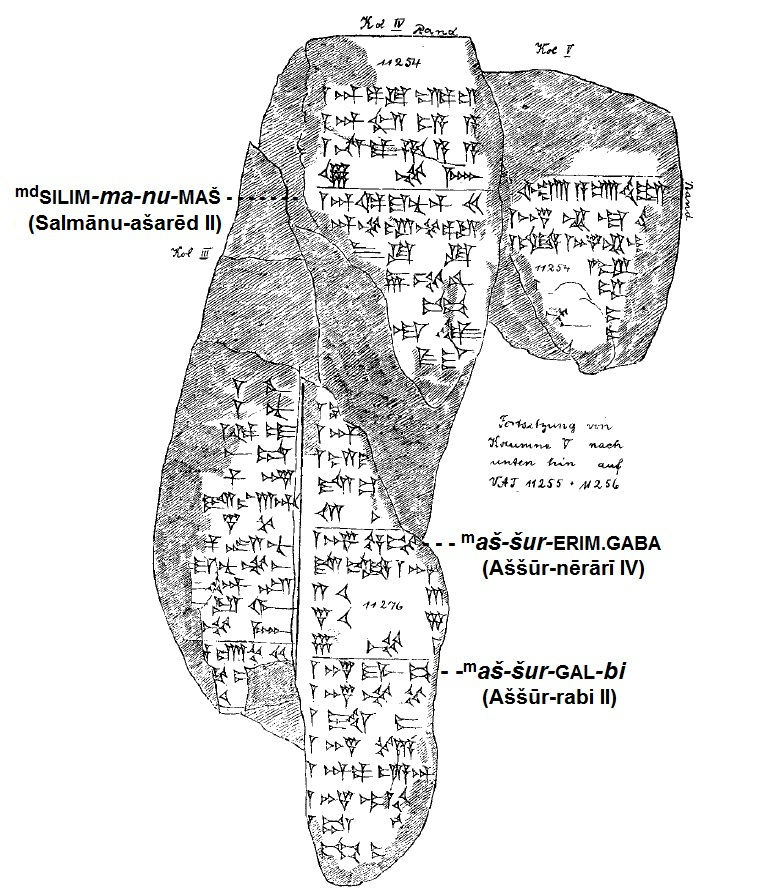
シャルマネセル2世

シャルマネセル2世（Shalmaneser II、在位:紀元前1031年 - 紀元前1019年）は、中アッシリア王国時代のアッシリアの王である。彼の治世についてはほぼ何も分かっていない。アッシュールから石碑が見つかっている。
アッシュールナツィルパル1世の息子として生まれ、死後は息子アッシュール・ニラリ4世が王位を継いだ。